# Iqslugiktoq Island
Iqslugiktoq Island är en ö i Kanada.   Den ligger i territoriet Nunavut, i den nordöstra delen av landet, 2 800 km norr om huvudstaden Ottawa. Arean är 2,7 kvadratkilometer.
Terrängen på Iqslugiktoq Island är platt. Öns högsta punkt är 93 meter över havet. Den sträcker sig 1,6 kilometer i nord-sydlig riktning, och 2,6 kilometer i öst-västlig riktning.
Trakten runt Iqslugiktoq Island består i huvudsak av gräsmarker. Trakten runt Iqslugiktoq Island är nära nog obefolkad, med mindre än två invånare per kvadratkilometer.